# Suomen Palloliitto
Suomen Palloliitto (SPL) (finnisch) oder Finlands Bollförbund (FBF) (schwedisch) (etwa „Finnlands Ballunion“) ist der finnische Fußballverband.
Der Fußballverband Finnlands wurde bereits 1907 gegründet. Ein Jahr später trat man der FIFA bei. 1954 gehörte der finnische Verband dann zu den Gründungsmitgliedern der UEFA. Die finnische Fußballnationalmannschaft konnte sich bislang für keine EM oder WM qualifizieren. Der größte Erfolg bislang war der vierte Platz bei den Olympischen Sommerspielen 1912. Die Frauen-Nationalmannschaft kam bei der Europameisterschaft 2005 bei ihrer ersten Teilnahme bis ins Halbfinale.
Der Verband kümmert sich um die Organisation der Veikkausliiga, der finnischen Fußballprofiliga sowie der höchsten Frauenspielklasse SM-Sarja. Des Weiteren organisiert der Verband die Spiele der Nationalmannschaften und der Nachwuchsauswahlmannschaften. Seit 1953 kürt der Verband auch den Fußballer des Jahres in Finnland.
Der finnische Fußballverband richtete 2009 die Europameisterschaft der Frauen aus. Zuvor fanden in Finnland bereits die U-18-Europameisterschaften 1982 und 2001, die U-19-Europameisterschaft der Frauen 2004 sowie die U-17-Weltmeisterschaft 2003 statt.
Bis 1972 war Suomen Palloliitto auch für den Bandysport in Finnland zuständig, ehe am 18. März 1972 die Suomen Jääpalloliitto als finnischer Bandyverband gegründet wurde.

## UEFA-Fünfjahreswertung
Platzierung in der UEFA-Fünfjahreswertung:
(in Klammern die Vorjahresplatzierung). Die Kürzel CL, EL und CO hinter den Länderkoeffizienten geben die Anzahl der Vertreter in der Saison 2025/26 der Champions League, der Europa League sowie der Conference League an.
- 32.  (33)  Kosovo (Liga, Pokal) – Koeffizient: 11.541 – CL: 1, EL: 1, CO: 2
- 33.  (30)  Kasachstan (Liga, Pokal) – Koeffizient: 11.500 – CL: 1, EL: 1, CO: 2
- 34.  (37)  Finnland (Liga, Pokal) – Koeffizient: 11.125 – CL: 1, EL: 0, CO: 3
- 35.  (36)  Irland (Liga, Pokal) – Koeffizient: 10.875 – CL: 1, EL: 0, CO: 3
- 36.  (39)  Armenien (Liga, Pokal) – Koeffizient: 10.625 – CL: 1, EL: 0, CO: 3

Stand: Ende der Europapokalsaison 2023/24

## Sonstiges
Der auslandsdeutsche Fußballverein FC Germania Helsinki ist Mitglied im Finnischen Fußballverband seit 2017. Die erste Mannschaft spielt aktuell (2021) in der Vitonen, der sechsthöchsten Spielklasse.